# His Infernal Majesty
HIM je bila glasbena skupina iz Finske.

## Zgodovina
Him je ena najbolj znanih finskih rock/metal skupin. Ustanovil jo je pevec in glavni pisec besedil Ville Valo leta 1995. Poleg Vala sta izvorna člana skupine tudi kitarist Linde Lazer ( s pravim imenom Mikko Viljami Lindstrom) in basist Mige Amour (s pravim imenom Mikko Henrik Julius Paananen). Ostali člani zasedbe so se menjavali; poleg omenjenih članov sta trenutno (leto 2006) v skupini tudi bobnar Gas Lipstick ( Mikko Karppinen, od leta 1998) in Burton Emerson (Jani Purttinen, od leta 2002).

## Glasbena zgodovina
Prvi demo posnetek skupine (666 Ways To Love) je nastal v letu 1996. Na ovitku tega dema se je pojavila slika Valove matere Anite Valo, ki je še dandanes njena edina javno objavljena slika. V Skandinaviji so postali znani s priredbo hita Chrisa Isaaka Wicked game. Več publicitete pa jim je prinesel prvenec Greatest Love Songs Vol. 666, čeprav mednarodno ta album ni vzbujal velike pozornosti.
Več pozornosti izven meja Skandinavije jim je prinesel leta 1999 izdani drugi album Razorblade Romance. Najuspešnejša pesem omenjenega albuma je zagotovo Join me in death, ki se je pojavila tudi v filmu The 13th floor ( Trinajsto nadstropje). Omenjena pesem še danes predstavlja vrhunec v karieri skupine HIM. V okviru turneje Razorblade Tour 2000 so se HIM predstavili tudi v Sloveniji (Ljubljana, 12. november 2000). Ta koncert je zaenkrat edini, ki so ga odigrali v Sloveniji.
Leta 2001 je izšel album Deep Shadows And Brilliant Higlights. Največje pozornosti so bile deležne pesmi Pretending, In joy and sorrow, Heartache every moment in Close to the flame. Tega leta so se izvorni člani skupine lotili tudi stranskega projekta - Daniel Lioneye, rock'n'roll skupine, kjer se je kot pevec preizkusil Linde Lazer ( sicer kitarist skupine HIM). Kot produkt tega projekta je nastal album Daniel Lioneye and the rollers.
Četrti album Love Metal je izšel leta 2003. Single, ki ga je napovedal je bil The funeral of hearts, za katerega je bil posnet tudi zanimiv videospot. Love Metal je tudi prvi album skupine HIM, ki je bil deležen večje pozornosti s strani ameriške javnosti. Sledila je turneja po Ameriki ( februar 2003) ter gostovanja na različnih festivalih po Evropi. HIM so se povezali s slavnim Bamom Margero ( Viva'la'Bam, Jackass), ki je prevzel režijo njihovih videospotov (Buried alive by love, The Sacrament, Solitary man, And love said no), pripomogel pa je tudi boljši razpoznavnosti skupine v Ameriki.
Leta 2004 so izdali kompilacijo največjih hitov, ki so jo naslovili And Love Said No-Greatest hits 1997-2004 (ta kompilacija je edina uradno izdana kompilacija skupine).
V letu 2005 je izšel njihov prvi uradni DVD Love Metal Achives. Vol.1, ki vključuje vse njihove single, posnetke s koncertov in veliko ostalega materiala. Prav tako je bil septembra 2005 napovedan peti studijski album, z imenom Dark Light. HIM napovedujejo tudi ponovno evropsko klubsko turnejo.
Leta 2005 je bil izdan njihov novi album Dark Light, na tem CD-ju najdemo bolj klavirsko zasnovane pesmi. Najbolj poznane pesmi tega CD-ja so Rip Out Wings of a Butterfly, Killing Loneliness, Vampire Heart in In the Nightside of Eden. Omejena izdaja Darklighta vsebuje tudi dve bonus pesmi Venus(in our blood) in The Cage. Ta CD je doživel slavo predvsem v Ameriki.
Leta 2006 je bil izdan CD miksov Uneasy Listening vol.1, na katerem najdemo mikse nežnejših HIM-ovih pesmi. Na tem CD-ju se frontman Ville Valo predvsem izkaže z akustičnimi verzijami pesmi.
Avgusta leta 2007 je bila izdana druga kompilacija miksov Uneasy Listening Vol .2 na katerem najdemo mikse HIM-ovih trših pesmi. CD vsebuje tudi nekaj coverjev(npr. Motorhead - Hand of Doom(HIM cover live)).
17.9.2007 pa je bil izdan trenutno zadnji album poimenovan Venus Doom. Ta album je po besedah Frontmana Ville Vala najtrši album doslej. Ville je v tem albumu razpustil vso svojo jezo, saj je bilo obdobje 2005-2007 eno njegovih najtežjih obdobij, saj je v letu 2005 njegov prijatelj naredil samomor. V spomin prijatelju je Ville napisal pesem Kiss of Dawn ki je tudi na Venus Doomu. CD vsebuje doslej njihovo najdaljšo pesem z imenom Sleepwalking Past Hope, ki je dolga kar 10 minut. Najkrajša pesem doslej ki pa je tudi na tem albumu je akustična Song or Suicide(1:12). Album naj bi bil kot celota mešanica Metallice in My Bloody Valentine.
9.2.2010 bodo izdali nov album, z naslovom Screamworks: Love in theory and practice. Ville Valo pravi, da je nanj še posebej ponosen, ker ga je v celoti napisal trezen. 
31.12.2017 je skupina HIM imela svoj zadnji koncert.  

### Albumi in singli ter ostalo
- 666 Ways To Love: Prologue
- And Love Said No
- Ao Vivo No Coliseu Do Porto
- Dark Light
- Dark Light (Limited Edition)
- Darkness Over Hamburg Bootleg
- Deep Shadows And Brilliant Highlights
- Deep Shadows And Brilliant Highlights (Special Edition)
- Greatest Lovesongs Vol. 666
- Kelo Club, Kuhmo, Finland (15-11-97)
- Live And Undercover
- Live at Helsinki Areena (Ylex)
- Live at Hultsfred 2002
- Live at Rock Im Park
- Live at Rockpalast
- Live Hultsfred Sweden 2002
- Live In Provinssirock 2000
- Love Metal (Limited Edition)
- Love Metal Archives Vol. 1
- Pretending (Limited CDM)
- Razorblade Romance
- Razorblade Romance (Extra Tracks)
- Razorblade Romance (Special Edition)
- Right Here In My Arms *CDS*
- The Funeral Of Hearts-UK-CDS
- The Funeral of Hearts CDM
- The Sacrament Limited Edition
- The Sacrament Vol 3
- The Single Collection
- The Video Collection 1997-2003
- This Is Only The Beginning Demos
- Ultra Rare Trax Vol 1
- Uncover
- Uneasy Listening Vol.1
- Unplugged And More
- Your Sweet 666
- Uneasy Listening Vol.2
- Kiss of Dawn Single
- Venus Doom(izid: 17.9.2007)
- Screamworks: Love in theory and practice (najnovejši album izid: 9.2.2010)